# Belgica albipes
Belgica albipes è una specie di mosca lacustre non volante descritta per la prima volta da Eugène Séguy nel 1965.

## Distribuzione e habitat
La specie è endemica delle Isole Crozet, un arcipelago sub-antartico nell'Oceano Indiano meridionale..

## Tassonomia
Belgica albipes fa parte del genere Belgica e della famiglia Chironomidae.